# Dicroplema insolita
Dicroplema insolita är en fjärilsart som beskrevs av M.Gaede 1916. Dicroplema insolita ingår i släktet Dicroplema och familjen Uraniidae. Inga underarter finns listade i Catalogue of Life.